# Purple Moon
Purple Moon était un éditeur américain de jeux vidéo destiné aux filles basé à Mountain View, en Californie. Ses jeux s'adressaient aux filles de 8 à 14 ans.

## Historique
L'entreprise a été fondée, entre autres, par la conceptrice de jeu, chercheuse indépendante et consultante Brenda Laurel, au sein du groupe Interval Research (en). « David [d'Interval Research] et moi avions une question : pourquoi est-ce que personne n'a créé de jeu pour les petits filles? Il ne peut s'agir d'un complot géant sexiste ! », dit-elle dans une conférence TedTalk de 1998. Après des mois de recherches et d'entretiens avec des enfants, ils ont créé deux jeux, en 1997 : Rockett's New School (en) et Secret Paths in the Forest.
Les jeux proposés par Purple Moon faisaient partie d'un large mouvement de jeux de filles, dans les années 1990, lancé en grande partie par le succès surprise de Barbie Fashion Designer, un CD-ROM de Mattel, datant de 1996.     
L'entreprise a fermé en 1999 et a été rachetée par Mattel, les créateurs de Barbie. 